# Coryanthes alborosea
Coryanthes alborosea es una orquídea de hábito epífita originaria de Centroamérica.

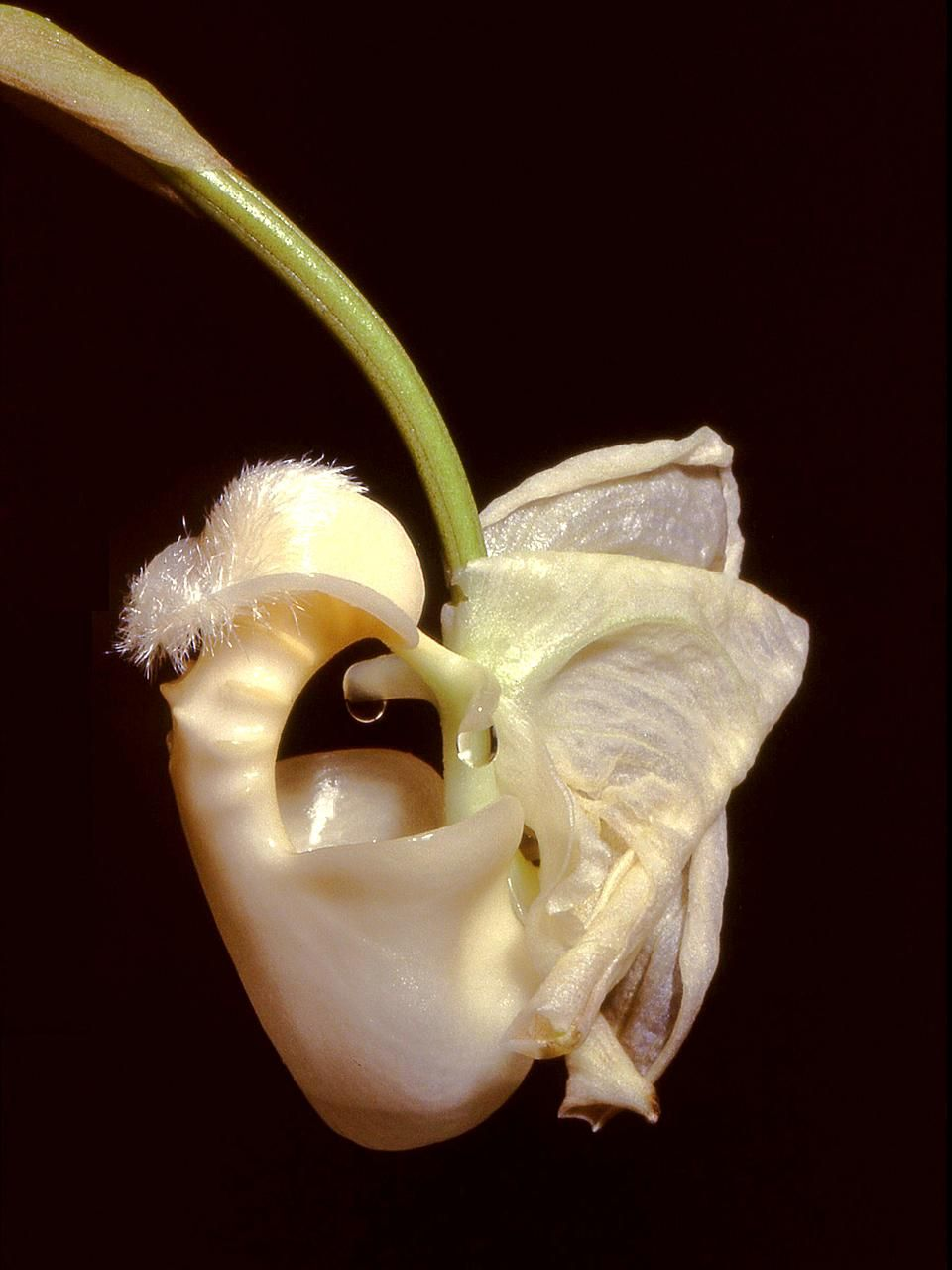
Detalle de las flores

## Descripción
Es una orquídea que prefiere climas cálidos a fríos, es epífita con  una inflorescencia colgante, racemosa, de 40 a 50 cm de largo, con 3-6  flores.

## Distribución y hábitat
Se encuentra en Venezuela y el norte de Brasil, en los bosques húmedos a altitudes de 50 a 500 metros.

## Taxonomía
Coryanthes alborosea fue descrita por Charles Schweinfurth y publicado en American Orchid Society Bulletin 12: 242. 1943.
Etimología
Coryanthes: (abreviado Crths.) nombre genérico que procede del griego "korys" = "casco" y de "anthos" = "flor" en alusión al epiquilo del labelo parecido a un casco.

alborosea: epíteto que significa "blanco rosado".
Sinonimia
Los siguientes nombres se consideran sinónimos de Coryanthes alborosea:
1. Coryanthes albertinae var. rodriguezii Manara & Bergold 2004;
2. Coryanthes maculata var. albertinae (H.Karst.) Lindl. 1852[4][5]